# 波爾科維采

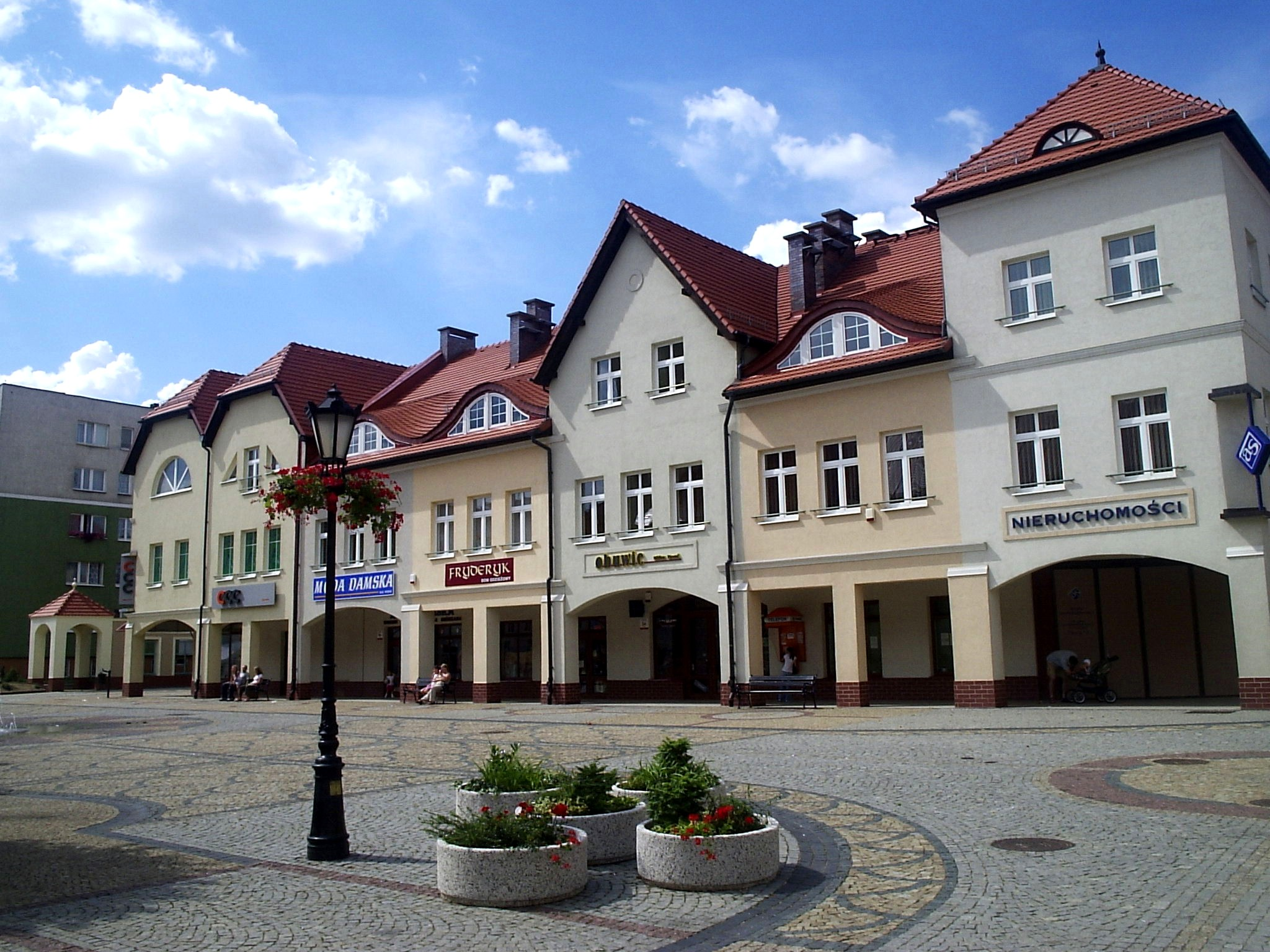

波爾科維采（[pɔlkɔˈvʲit͡sɛ]  试听）是波蘭的城鎮，位於該國西部，由下西里西亞省負責管轄，始建於十三世紀中葉，面積23.75平方公里，該鎮在1741年被納入普魯士管治，2006年人口22,279。